# Didn’t I Say to Make My Abilities Average in the Next Life?!
Didn't I Say to Make My Abilities Average in the Next Life?! (japanisch 私、能力は平均値でって言ったよね! Watashi, Nōryoku wa Heikinchi de tte Itta yo ne!, etwa: „Ich hab’ doch gesagt: mit durchschnittlichen Fähigkeiten!“) ist eine japanische Light-Novel-Serie, geschrieben von FUNA und illustriert von Itsuki Akata. Eine Manga-Adaption von Neko Mint begann Serialisierung im Jahr 2016. Sowohl die Light Novel als auch der Manga wurden in Nordamerika von Seven Seas Entertainment lizenziert. Eine Anime-Fernsehserienadaption von Project No.9 wurde vom 7. Oktober bis 23. Dezember 2019 ausgestrahlt.

## Handlung
Misato Kurihara, ein geniales Mädchen, das aufgrund ihrer außergewöhnlichen Fähigkeiten keine Freunde finden konnte, wird getötet, nachdem sie beim Schutz eines jungen Mädchens überfahren wurde. Als ihr angeboten wird, in einer Fantasiewelt wiedergeboren zu werden, bittet Misato darum, einfach mit durchschnittlichen Fähigkeiten wiedergeboren zu werden. Nachdem sie ihre Erinnerung an ihr altes Leben wiedererlangt hat, entdeckt sie, dass „durchschnittlich“ in dieser neuen Welt die Kräfte der absolut stärksten und der absolut schwächsten magischen Kreaturen berücksichtigt, was dazu führt, dass ihre körperlichen und magischen Fähigkeiten 6.800 Mal stärker sind als die eines normalen Menschen. Die in dieser Welt verwendete Magie wird durch Nanomaschinen bewirkt, die von einer fortschrittlicheren Zivilisation geschaffen wurden; das Projekt wurde jedoch schließlich aufgegeben, und die Zivilisation der Welt hat sich zurückentwickelt und stagniert seitdem.
Wiedergeboren als die adlige Adele von Ascham, nimmt ihr Leben im Alter von acht Jahren eine scharfe Wendung, als ihre Mutter und ihr Großvater von ihrem hinterhältigen Vater ermordet werden, der daraufhin seine Mätresse heiratet und seine andere Tochter zu bevorzugen beginnt. Im Alter von zehn Jahren wird Adele auf die angesehene Eckland Academy geschickt, wo sie die ersten Freunde in ihrem Leben findet. Als sie jedoch ihre enormen magischen Fähigkeiten einsetzt, um einen Jungen davor zu bewahren, von der Eskorte der königlichen Prinzessin verprügelt zu werden, und sich als sterbliches Gefäß eines Gottes ausgibt, zwingt die daraus resultierende Aufmerksamkeit für ihre Person sie dazu, in ein anderes Königreich zu fliehen. Adele besucht die Hunter's Prep School und bildet mit ihren Klassenkameradinnen Mavis, Reina und Pauline ein Team. Sie versucht, ihr Leben so normal wie möglich zu leben, was sich nicht als einfach erweist.

## Charaktere
Adele von Ascham / Mile (アデル・フォン・アスカム / マイル, Aderu fon Asukamu / Mairu)
Die Hauptfigur, Adele, ist ein zwölfjähriges Mädchen mit langen silbernen Haaren. Ursprünglich war sie ein intelligentes japanisches Schulmädchen namens Kurihara (栗原 海里, Kurihara Misato), das aufgrund der an sie gestellten Erwartungen keine Freunde finden konnte. Nachdem sie ihr Leben verloren hatte, als sie ein Grundschulmädchen vor einem entgegenkommenden Lastwagen rettete, wurde ihr angeboten, in einer Fantasiewelt wiedergeboren zu werden, wobei sie nur darum bat, dass ihr „durchschnittliche“ Fähigkeiten verliehen würden, damit sie ein normales Leben führen könnte. Nachdem sie im Alter von zehn Jahren ihr Gedächtnis wiedererlangt hatte, entdeckte Adele, dass ihre „durchschnittlichen“ Fähigkeiten sie in Wirklichkeit mit übermäßiger Körperkraft und mächtiger Magie ausstatteten. Nachdem es ihr nicht gelungen war, ihre Fähigkeiten an der Eckland Academy zu verbergen, verließ sie ihr Heimatland und nahm den Decknamen „Mile“ an, um die Hunter's Prep School zu besuchen, wo sie eine Gruppe namens The Crimson Vow (赤き誓い, Akaki Chikai) gründete. Sie liebt Bücher, Anime, Manga und Videospiele, deren Wissen sie in ihrem neuen Leben auf sehr interessante Weise einsetzt, z. B. indem sie ihre Freunde trainiert, um sie furchterregender zu machen. Sie hat einen Busen-Komplex, was sie wütend macht, wenn jemand sie darauf hinweist.  Adeles Tarnname leitet sich von dem japanischen Begriff „nautische Meile“ ab, der dasselbe Kanji wie ihr japanischer Vorname hat.
Reina (レーナ, Rēna)
Auch bekannt als Crimson Reina, ist sie eine Magierin, die sich auf Feuermagie spezialisiert hat. Sie wurde als Tochter eines reisenden Händlers geboren und wurde schon in jungen Jahren zur Jägerin, was ihr das meiste praktische Wissen und die meiste Erfahrung unter den Mitgliedern der Crimson Vow Party einbrachte. Sie verfügt über einen besonderen Feuerzauber namens Karminrotes Höllenfeuer und hat einen besonderen Hass auf Banditen, nachdem sowohl ihr Vater als auch eine Gruppe von Jägern, die sie aufgenommen hatten, von solchen Räubern getötet wurden. Obwohl sie zu Beginn der Serie fünfzehn Jahre alt ist, wird sie aufgrund ihrer zierlichen Körpergröße und ihres Aussehens für ähnlich alt wie Mile, das jüngste Mitglied der Gruppe, gehalten, was sie immer wieder ärgert. Gesprochen von Azumi Waki (Anime) (Japanisch)
Mavis von Austien (メーヴィス・フォン・オースティン, Mēvisu fon Ōsutin)
Mavis ist die offizielle Anführerin des Crimson Vow (obwohl die eigentliche „Führung“ immer von Reina ausgeht). Sie ist eine 17-jährige Schwertkämpferin von adliger Herkunft. Sie ist groß und hat ein androgynes Aussehen, was sie bei den anderen Mädchen beliebt macht. Sie ist ein Softie für rührselige und traurige Geschichten, insbesondere für die Hintergrundgeschichten ihrer Freunde. Nachdem sie von zu Hause weggelaufen war, in der Hoffnung, ein Ritter zu werden, traf sie die anderen Mitglieder des Crimson Vow in der Vorbereitungsschule für Jäger und half, die Partei zu gründen. Als ihr Vater später versucht, sie in die Rolle einer sittsamen Adelstochter zurückzudrängen, gelingt es Mavis und Mile, den Grafen umzustimmen (wenn auch nicht zu beunruhigen), indem sie ihn und seinen ältesten Sohn im Einzelkampf besiegen und damit beweisen, dass sie auf sich selbst aufpassen können.
Pauline (ポーリン, Pōrin)
Die 14-jährige Magierin, die sich auf Heilung und Wassermagie spezialisiert hat, ist die Tochter eines Händlers und die Buchhalterin des Crimson Vow. Normalerweise ist sie schüchtern und sanftmütig, aber wenn es um ihre Freunde und Liebsten geht, kann sie sehr bösartig werden. Pauline wurde Jägerin, um ihren Vater zu rächen, der von Dieben im Auftrag des Präsidenten der Handelsgesellschaft Beckett getötet wurde, der den Laden ihrer Familie in sein Unternehmen integrierte und Paulines Mutter zwang, seine Geliebte zu werden. Mit Hilfe ihrer Freunde gelingt es Pauline jedoch, die Schurkerei des Beckett-Präsidenten und seines Gönners, Viscount Boardman, aufzudecken.
Marcela (マルセラ, Marusera)
Die dritte Tochter eines Barons und eine Freundin von Adele. Zunächst waren sie und ihre Freunde sehr eifersüchtig auf die Aufmerksamkeit, die Adele aufgrund ihrer Fähigkeiten und ihrer Beliebtheit erhielt, doch nachdem sie von ihrer tragischen Familienvergangenheit und ihrer aufrichtigen Persönlichkeit erfahren hatten, ließen sie sich von ihr erweichen. Adele bringt ihnen schließlich bei, ihre Magie effektiver einzusetzen, was den Direktor der Eckland Academy dazu veranlasst, die drei (neben anderen Titulierungen) das Wundertrio zu nennen.
Monika (モニカ, Monika)
Sie ist die Tochter eines Kaufmanns und eine Freundin von Adele.
Aureana (オリアーナ, Oriāna)
Ein Bürgerlicher, der als Stipendiat die Eckland Academy besucht und ein Freund von Adele ist.
Renny (レニー, Renī)
Sie ist die Tochter einer Familie, die ein Gasthaus betreibt, in dem Mile und später die gesamte Gruppe von Crimson Vow untergebracht sind. Trotz ihres zarten Alters ist sie eine sehr gewiefte Geschäftsfrau und somit die einzige Person, die das Lokal tatsächlich leitet.
Booneclift (ブーンクリフト, Būnkurifuto)
Ein Magier, der vom Studium und der Zähmung von Wyvern besessen ist. Nachdem er Lobreath von einem Dämon erhalten hatte, lernte er den wyvern als Freund zu lieben, entschied sich aber dafür, den Schaden, den ein hungriger wyvern in der Wirtschaft eines Lehens anrichten kann, nicht zu bemerken.
Clairia
Eine elfische Magierin und Gelehrte mit Spezialisierung auf Archäologie. Sie war Teil einer Expedition, die von einer Gruppe von Bestien gefangen genommen wurde, die für ein Drachentrio arbeiteten, das heimlich ein Ausgrabungsprojekt auf dem Land der Menschen durchführte. Nachdem sie von Crimson Vow befreit worden war, interessierte sie sich für Mile, da dieser über absurd hohe Kräfte verfügte.
Morena (モレナ, Morena)
Das dritte Kind des Königs von Brandel. Sie war direkt an dem Vorfall beteiligt, der Adele zwang, ihre Kräfte öffentlich zu offenbaren. Sie interessiert sich – mit einiger Ermutigung durch ihren Vater, der die Gunst der vermeintlichen „Göttin“ sucht – für Adele, nachdem sie von ihren familiären Verhältnissen erfahren hat.
Die Familie von Ascham
Wie oben beschrieben, hatte Adeles Vater in die Familie von Ascham eingeheiratet um dann die Ermordung seiner Frau, der Viscountess von Ascham, und ihres Vaters, des früheren Familienpatriarchen, zu inszenieren. Um den Reichtum und das Prestige der Familie an sich zu reißen. Nachdem er seine Tochter Adele in ein Internat abgeschoben hatte, wollte er sie von seiner Mätresse Prissy als seine einzige Erbin großziehen lassen. Als der Avatar-Zwischenfall den König jedoch dazu veranlasst, Adele in den königlichen Palast einzuladen, lenkt Adele die Einladung stattdessen in Richtung Prissy ab, bevor sie aus dem Königreich flieht, um der unerwünschten Aufmerksamkeit zu entgehen. Dies und die Aussagen der persönlichen Freunde der verstorbenen Vicomte werden dazu führen, dass der verräterische Vicomte und seine neue Familie auffliegen und inhaftiert werden.
Der Schöpfer (創造主, Sōzōnushi)
Ein junger Mann, den Misato nach ihrem Tod getroffen hat und der behauptet, eine „gottähnliche“ Rolle zu spielen. Als Dank dafür, dass Misato ein Mädchen gerettet hat, das er als zukünftige Retterin der Menschheit auserkoren hatte, gewährt er ihr, wie gewünscht, eine Reinkarnation in eine Fantasiewelt mit durchschnittlichen Fähigkeiten. Da er jedoch den Begriff „durchschnittlich“ an der mächtigsten Kreatur der neuen Welt – einem uralten Drachen – als Vorlage gemessen hat, wurden Misatos Reinkarnation Kräfte verliehen, die weit über das hinausgehen, was sie eigentlich wollte.
Nano (ナノ, Nano)
Eine geheimnisvolle Kreatur, die nur mit Adele kommuniziert. Es wacht über die Nanomaschinen, die in der anderen Welt die Magie der Menschen ausmachen. Im Manga erscheint es als winziger, kugelförmiger Roboter, während es im Anime wie eine junge Katze aussieht. Nanos Charakter ist eine Personifizierung der Nanomaschinen, die in der Romanreihe vorkommen, wo ihre Erscheinungsformen viel unpersönlicher sind.
Keiko Kurihara (栗原 経緯子, Kurihara Keiko)
Misatos jüngere Schwester. Obwohl sie ihre Familie liebt, ist sie keine Hardcore-Otaku wie der Rest von ihnen.

## Medien

### Web-Roman
FUNA begann am 14. Januar 2016 mit der Serialisierung der Geschichte als Webroman auf der benutzergenerierten Romanveröffentlichungs-Website Shōsetsuka ni Narō. Bis zum 20. Februar 2024 sind 643 Kapitel des Webromans veröffentlicht worden.

### Light novels
Die Serie wurde von Earth Star Entertainment für die Veröffentlichung in gedruckter Form erworben, die den ersten Light Novel mit Illustrationen von Itsuki Akata im Mai 2016 unter ihrem Earth Star Novel-Imprint veröffentlichten. Am 8. November 2020 gab Square Enix bekannt, dass sie die Serie erworben haben und das sie es am 7. Januar 2021 unter ihrem neu gegründeten SQEX-Novel-Imprint veröffentlichen werden. Seven Seas Entertainment gab am 11. September 2017 bekannt, dass sie die Serie lizenziert haben.
| Nummer | Japanisches Veröffentlichungsdatum | Japanische ISBN   |
| ------ | ---------------------------------- | ----------------- |
| 01     | Mai 14. 2016                       | 978-4-80-300922-4 |
| 02     | August 15, 2016                    | 978-4-80-300949-1 |
| 03     | November 15, 2016                  | 978-4-80-300966-8 |
| 04     | März 15, 2017                      | 978-4-80-301025-1 |
| 05     | Juni 15, 2017                      | 978-4-80-301065-7 |
| 06     | Oktober 17, 2017                   | 978-4-80-301121-0 |
| 07     | März 15, 2018                      | 978-4-80-301160-9 |
| 08     | Juli 14. 2018                      | 978-4-80-301210-1 |
| 09     | November 15, 2018                  | 978-4-80-301252-1 |
| 10     | März 15, 2019                      | 978-4-80-301281-1 |
| 11     | Juli 16, 2019                      | 978-4-80-301314-6 |
| 12     | Oktober 12, 2019                   | 978-4-80-301349-8 |
| 13     | März 14. 2020                      | 978-4-80-301400-6 |
| 14     | Januar 7. 2021                     | 978-4-7575-7024-5 |
| 15     | Juni 7. 2021                       | 978-4-7575-7309-3 |
| 16     | Dezember 7. 2021                   | 978-4-7575-7619-3 |
| 17     | Juli 7. 2022                       | 978-4-7575-8021-3 |
| 18     | März 7. 2023                       | 978-4-7575-8457-0 |

### Manga
Eine Manga-Adaption mit Zeichnungen von Neko Mint begann am 5. August 2016 auf der Earth Star Entertainments Website Comic Earth Star mit der Online-Serialisierung. Seven Seas Entertainment gab am 11. September 2017 bekannt, dass sie den Manga lizenziert haben. Ein Spin-Off-Manga mit dem Titel Didn't I Say to Make My Abilities Average in the Next Life?! Everyday Misadventures! wird seit Juli 2019 in Comic Earth Star fortlaufend veröffentlicht. Im April 2020 gab Seven Seas Entertainment die Lizenzierung für den Spin-off-Manga bekannt. Eine zweite Manga-Adaption der von iimAn illustrierten Light Novels wurde am 1. Dezember 2021 auf Square Enixs Manga-Website Gangan Online veröffentlicht. Der Manga soll mit der Veröffentlichung des fünften Bandes im Winter 2023 enden.
| Nummer | Japanisches Veröffentlichungsdatum | Japanische ISBN   |
| ------ | ---------------------------------- | ----------------- |
| 01     | März 15, 2017                      | 978-4-80-301009-1 |
| 02     | Oktober 17, 2017                   | 978-4-80-301117-3 |
| 03     | Juni 12, 2018                      | 978-4-80-301200-2 |
| 04     | Oktober 12, 2019                   | 978-4-80-301343-6 |

### Anime
Eine Anime-Adaption wurde am 26. Februar 2018 über Twitter angekündigt. Der Anime, der später als Fernsehserie bestätigt wurde, wird von Masahiko Ohta inszeniert, von Takashi Aoshima geschrieben und von Project No.9 animiert, mit Sō Watanabe als Charakterdesigner und Yasuhiro Misawa als Musikkomponist. Als Künstlerischer Leiter fungieren Masazumi Matsumiya und Mio Miyamoto, während Yoko Suzuki für die Farbgestaltung verantwortlich ist. Toshirō Hamamura übernimmt die Rolle der CG-Leitung, Fumiaki Nimura die Kameraführung und Emi Onodera kümmert sich um den Schnitt. Die Soundregie liegt in den Händen von Yasunori Ebina, mit der Soundproduktion von Dax Production. Die Musik stammt von Yasuhiro Misawa, produziert von Avex Pictures. Die Serie wurde ab dem 7. Oktober auf AT-X, Tokyo MX, BS11, TVA, und ABC ausgestrahlt. Azumi Waki, Sora Tokui, Fumiko Uchimura und Masumi Tazawa sangen den Eröffnungssong der Serie „Smile Skill=Sukisukiskill“, während Waki den Endsong der Serie „Genzai ↑ Banzai ↑“ sang. Die Serie wird von Crunchyroll weltweit außerhalb Asiens ausgestrahlt.

### Synchronisation
| Rolle             | japanischer Sprecher (Seiyū) |
| ----------------- | ---------------------------- |
| Adele von Ascham  | Azumi Waki                   |
| Reina             | Sora Tokui                   |
| Mavis von Austien | Fumiko Uchimura              |
| Pauline           | Masumi Tazawa                |
| Marcela           | Maki Kawase                  |
| Monika            | Kiyono Yasuno                |
| Aureana           | Hisako Tōjō                  |
| Renny             | Hiyori Kono                  |
| Nano              | Wataru Hatano                |